# Буревестникоподобни
Буревестникоподобните (Procellariiformes) са разред средноголеми животни от клас Птици (Aves).
Той включва 4 съвременни семейства с 23 рода и 125 вида. Разпространени са в целия свят, като почти всички видове се хранят в открито море и обикновено гнездят на големи колонии на отдалечени скалисти острови.

## Семейства
Разред Буревестникоподобни (Procellariiformes) Fürbringer, 1888
- Семейство Албатросови (Diomedeidae) G.R. Gray, 1840
- Семейство Вълнолюбкови (Hydrobatidae) Mathews, 1912
- Семейство Pelecanoididae G.R. Gray, 1871
- Семейство Буревестникови (Procellariidae) Leach, 1820